# Inge van Caspel
Inge van Caspel (Amsterdam, 14 juli 1991) is een Nederlands handboogschutter. Zij werd in 2009 wereldkampioene in de klasse compound junioren en was de eerste dame compound junior die door de 1400 punten grens ging.

## Biografie
Van Caspel kwam pas op 15-jarige latere leeftijd met boogschieten in aanraking. Zij beoefent het handboogschieten met een compoundboog en is hierin Nederlands meest succesvolle damesschutter. In 2008 kwam ze voor het eerst uit voor Jong Oranje en sinds 2009 schiet ze bij Oranje. In 2009 werd zij Wereldkampioen Dames Compound bij het WK junioren in Ogden, USA. Van Caspel behaalde alle Europese records Dames compound junioren en tevens twee wereldrecords. Op nationaal niveau is ze meerdere malen Nationaal Kampioen Indoor en Outdoor geweest.
In 2010 doorbrak ze tijdens een “1440-ronde”  (voorheen FITA ronde) de voor boogschutters magische grens van 1400 punten en was met 1403 punten de eerste dame junior ter wereld die dit presteerde. Als senior heeft zij nu het Nederlands record in handen met 1405 punten.  
In 2011 veroverde ze samen met Peter Elzinga het zilver bij het WK senioren voor Mixed teams in Turijn, Italië. Later dat jaar werd ze bij het WK in Legnica, Polen, Wereldkampioen Mixed Team samen met Mike Schloesser en won ze individueel het zilver bij de dames compound. In 2012 won ze individueel ook het zilver bij het WK Indoor in Las Vegas, USA. Bij het EK Outdoor in mei 2012 in Amsterdam werd ze later dat jaar Europees Kampioen mixed team samen met Elzinga. In 2013 en 2014 vertegenwoordigde zij Nederland op alle World Cups. In 2016 won zij in Las Vegas de Vegas-shoot, het grootste indoor handboogtoernooi ter wereld. In september bereikte ze als eerste Nederlandse Dame Compound de Worldcupfinale. In het Deense Odense eindigde zij daar als 6de.
Van Caspel startte bij Handboogschutterij Almere. Sinds 2012 is ze fulltime met handboogsport bezig. Ze maakt deel uit van het Nederlandse team onder leiding van coach Marcel van Apeldoorn. Haar partner Rick van der Ven is handboogschutter in de discipline recurve en ook actief schutter voor het Nederlandse team. Hij was actief voor Nederland op de Olympische Spelen van 2012 (Londen) en 2016 (Rio de Janeiro).

## Resultaten
2008
 NK Indoor
 NK Outdoor
2009
 NK Indoor
 NK Outdoor
 WK Outdoor junioren, Ogden (USA)
2010
 NK Indoor
 NK-Outdoor
2011
 European Archery Tournament, Nimes (Frankrijk)
 NK-Indoor
 NK-Outdoor
 WK-Outdoor Mixed Team – Torino (Italië)
 WK-Outdoor Junioren - Legnica (Polen)
 WK-Outdoor Junioren Mixed Team – Legnica (Polen)
2012
 WK-Indoor, Las Vegas (USA)
 NK-Indoor
 NK-Outdoor
 EK-Outdoor Mixed Team – Amsterdam
2013
 NK-Indoor
 NK-Outdoor
 World Cup – Wroclaw (Polen)
 WK-Outdoor Team  Belek-Antalya (Turkije)
 World Cup Indoor Marrakech (Marokko)
2014
 NK-Indoor
 NK-Outdoor
 World Cup – Medellin (Colombia)
 World Cup Mixed Team – Medellin (Colombia)
 European Outdoor Championships Mixed Team - Echmiadzin, (Armenië)
 Berlin Open Indoor
2015
 NK-Indoor
 NK-Outdoor
 WK Outdoor Teams - Copenhagen (Denemarken)
2016
 NK-Indoor
 Vegas-shoot - Las Vegas (USA)
 World Cup Outdoor Team  Antalya (Turkije)
 NK-Outdoor - Hilvarenbeek
6de World Cup Final - Odense (Denemarken)